# Navoi
Navoi er en by i det centrale Usbekistan, med et indbyggertal (pr. 2007) på cirka 126.000. Byen er hovedstad i en provins af samme navn.
40°05′N 65°23′Ø / 40.083°N 65.383°Ø